# Torsten Leue
Torsten Leue (* 7. Juni 1966 in Berlin) ist ein deutscher Versicherungsmanager. Seit dem 8. Mai 2018 ist er Vorstandsvorsitzender der Talanx AG in Hannover. Zudem ist er Vorstandsvorsitzender des HDI V.a.G.

## Leben
Nach dem Abitur absolvierte Leue von 1985 bis 1987 eine Ausbildung zum Bankkaufmann bei der Deutschen Bank. Anschließend studierte er in Berlin und Montpellier Betriebswirtschaft. Von 1993 bis 2010 arbeitete Leue bei der Allianz in verschiedenen Positionen, unter anderem ab 1997 als Regional-Manager für Mittel- und Osteuropa. 2004 wurde er Vorstandsvorsitzender der Allianz Slowakei und zuletzt auch Präsident des slowakischen Versicherungsverbandes.
Im September 2010 wechselte Leue als Vorstandsmitglied zur Talanx AG nach Hannover und übernahm als Vorstandsvorsitzender der Talanx International AG die Führung des ausländischen Retail-Geschäfts. In dieser Position akquirierte und integrierte er u. a. den polnischen Versicherer Warta in die Talanx Gruppe. 2017 erhielt Leue im Talanx-Vorstand zusätzlich die Verantwortung für Human Resources.
Im Mai 2018 übernahm Leue die Position des Vorstandsvorsitzenden der Talanx AG von Herbert K. Haas, der an die Spitze des Aufsichtsrats wechselte. Leue ist verheiratet und hat drei Söhne. Er spricht fünf Fremdsprachen: Englisch, Französisch, Italienisch, Spanisch und Slowakisch.